# Cecropis senegalensis
Cecropis senegalensis là một loài chim trong họ Hirundinidae.